# Сторожинец
Сторожине́ц (укр. Сторожинець, рум. Storojineț) — город в Черновицком районе Черновицкой области Украины. Административный центр Сторожинецкой городской общины.
Сторожинец — один из самых красивых и богатых на достопримечательности уголков области. На одного жителя в среднем приходится более сорока квадратных метров зелёных насаждений. Этот цветущий районный центр привлекает гостей тенистыми парками и садами, прямыми улицами, красивыми, нарядными зданиями, памятниками.

## Географическое положение
Расположен у подножия Украинских Карпат на реке Сирет на украинско-румынской границе.

## История
Сторожинец впервые упоминается в грамоте молдавского господаря Романа II от 18 февраля 1448 года как сторожевой пост на Сирете, что вероятно и дало название городу. Проведённые в середине XX века археологические исследования указывают на то, что поселение здесь существовало уже в XIV веке, со времени возникновения Молдавского княжества. Второй раз Сторожинец упоминается в 1476 году как собственность молдавского феодала Тодорахи Сорочану. Согласно грамоте молдавского господаря Стефана III Великого, датируемой 1490 годом, в конце XV века Сторожинец входил в Сучавскую область и имел свой церковный приход.
В 1774 году Австрия присоединила к себе Буковину, а с ней — Сторожинец. В начале XIX века в поселение массово приезжали австрийцы, немцы. Начали действовать школы, в которых преподавание велось на немецком, румынском и украинском языках.
Со второй половины XIX века начался быстрый рост населения Сторожинца. В поселение съезжаются венгерские и румынские коммерсанты, судебные и банковские чиновники, большинство из которых были евреями. Строятся кирпичный и лесопильный заводы, винокурня, железнодорожная линия. В 1854 году Сторожинец получил статус города. К концу XIX века и в начале XX века город был заселён в основном евреями.

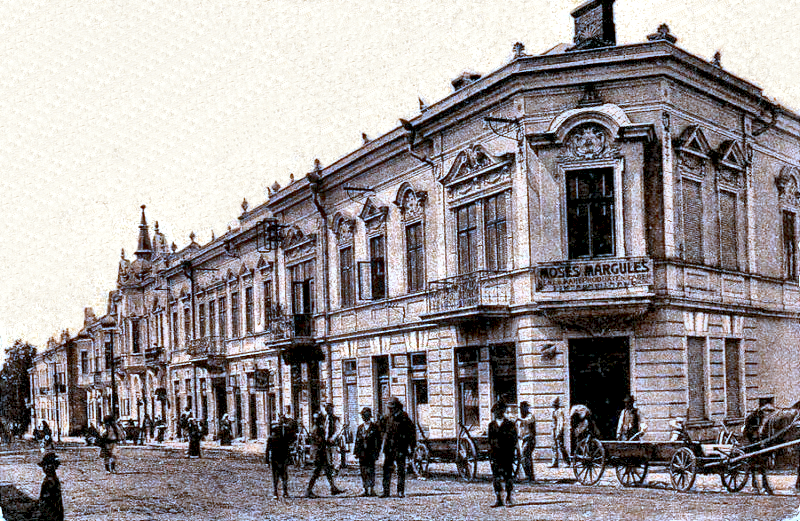
Сторожинец, 1900 год

В 1903 году в Сторожинце открылась частная гимназия. 21 мая 1904 года Сторожинец получил статус уездного города. Торговля, промышленность, сельское хозяйство, наука, образование и культура развивались высокими темпами. После Первой мировой войны Северная Буковина стала частью королевской Румынии. В 1921 году официальным языком стал румынский, а украинский язык был запрещён.
28 июня 1940 года Северная Буковина была занята советскими войсками. Решением Верховного Совета СССР от 7 июля 1940 года Северная Буковина и Хотинщина были объединены в Черновицкую область Украинской ССР.
В ходе Великой Отечественной войны 4 июля 1941 года был оккупирован немецко-румынскими войсками. В период оккупации всё еврейское население было уничтожено.
Освобождён 29 марта 1944 года войсками 1-го Украинского фронта в ходе Проскуровско-Черновицкой операции:
- 1-я танковая армия — часть сил 45-й гвардейской танковой бригады (полковник Моргунов Николай Викторович) 11-го гвардейского танкового корпуса (генерал-лейтенант танковых войск Гетман Андрей Лаврентьевич).[4]

2 июня 1957 года здесь началось издание районной газеты на украинском и молдавском языках.
В 1975 году численность населения составляла 11,6 тыс. человек, здесь действовали предприятия деревообрабатывающей промышленности, сыродельный завод, кирпичный завод и лесной техникум.
В январе 1989 года численность населения составляла 14,5 тыс. человек, основой экономики города в это время являлись пищевкусовая и деревообрабатывающая промышленность.
В октябре 1995 года было утверждено решение о приватизации сыродельного завода.
25 августа 2016 года было возбуждено дело о банкротстве находившегося здесь Сторожинецкого консервного завода.
В ходе административно-территориальной реформы в Украине, в 2020 году Сторожинецкий район был упразднён, а город стал административным центром Сторожинецкой городской общины Черновицкого района

## Население
Изменение численности населения Сторожинца по годам
| 1880  | 1930  | 1941  | 1959  | 1970   | 1979   | 1989   | 2001   | 2008   | 2009   | 2010   | 2011   | 2013   |
| ----- | ----- | ----- | ----- | ------ | ------ | ------ | ------ | ------ | ------ | ------ | ------ | ------ |
| 4 852 | 8 611 | 6 610 | 8 425 | 10 963 | 12 390 | 14 546 | 14 693 | 14 469 | 14 491 | 14 462 | 14 508 | 14 473 |

### Языковой состав
Родной язык населения по данным переписи 2001 года:
| Язык       | Численность, чел. | Доля     |
| ---------- | ----------------- | -------- |
| Украинский | 11 763            | 81,00 %  |
| Румынский  | 1 616             | 11,13 %  |
| Русский    | 953               | 6,56 %   |
| Другое     | 191               | 1,31 %   |
| Итого      | 14 523            | 100,00 % |

## Транспорт
Железнодорожная станция на линии Глыбокая — Берегомет.

## Памятники архитектуры
В дендропарке расположен старинный дворец, который в начале XX века был имением основателя парка Оренштайна. Этот дворец был построен в 1880 году семьёй Флондеров, которые начиная с 1830-х годов были самой известной и влиятельной семьёй Сторожинца. Слева от дворца и парка расположено старое польское кладбище. Здесь находится братская могила воинов, погибших во время Первой мировой войны, и каменная часовня-костёл с небольшой башенкой, построенная в начале XX века. За польским кладбищем расположено украинское кладбище, рядом с которым стоит маленькая деревянная церковь Святого Архистратига Михаила, построенная в годы независимости.

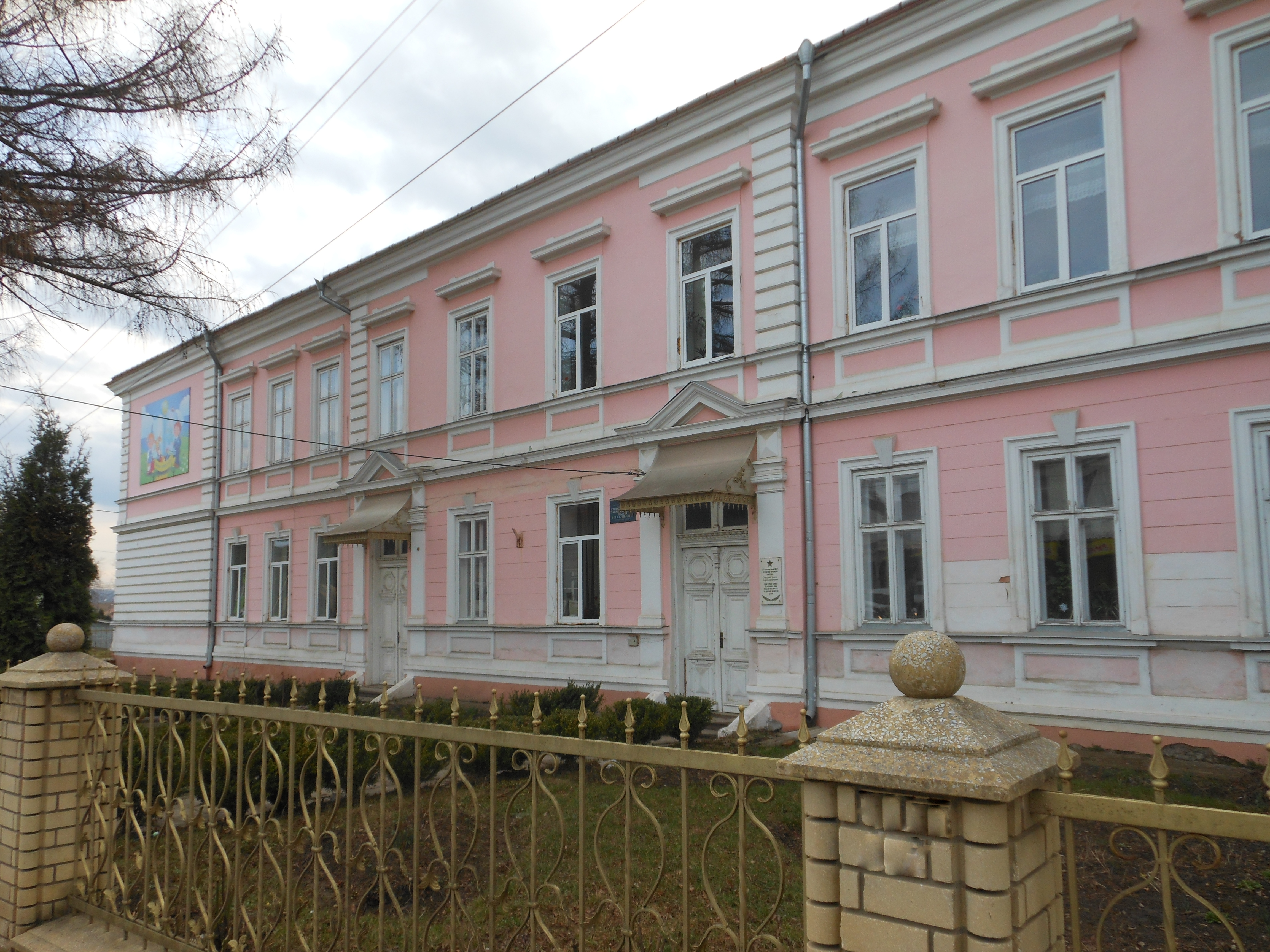
Школа № 1

На пересечении улиц Видинивского и Окуневской расположено трёхэтажное здание первой в Сторожинце частной гимназии, открытой в 1903 году. С противоположной от гимназии стороны улицы Видинивского отходит маленькая улочка под названием Украинская. На ней расположено двухэтажное здание городской и районной больницы, построенное в стиле классицизма в 1907—1908 годах.
В начале Черновицкой улицы с её правой стороны в 2000 году сооружена греко-католическая церковь Рождества Пресвятой Богородицы. Чуть дальше на противоположной стороне улицы — церковь с таким же самым названием, но почти на полтора века старше первой. Построенная в 1865 году, эта церковь больше напоминает костёл. До установления в 1940 году на Буковине советской власти храм был греко-католическим.
На углу улиц Хмельницкого и Грушевского расположена городская ратуша, построенная в 1905 году. Сторожинецкая ратуша является второй на Буковине после черновицкой как по высоте, так и по красоте и оригинальности. Двухэтажное здание ратуши покрыто красной черепицей, его венчает двухъярусная башня с часами между первым и вторым ярусами. Крутая лестница ведёт на смотровую площадку, расположенную на втором ярусе. Сторожинецкая ратуша является символом местного самоуправления в городе, как и 100 лет назад. Здесь расположен городской совет.
|                    |                            |                                                            |                        |                      |
| Костёл Святой Анны | Свято-Георгиевская церковь | Сторожинецкий дендрологический парк и поместье Оренштайнов | Здание бывшей синагоги | Сторожинецкая ратуша |

На улице Грушевского расположен римско-католический костёл Святой Анны. Его высокую готическую башню с часами видно издалека. Согласно каталогу местных памятников архитектуры Черновицкой области деревянный костёл на месте нынешнего храма был построен в 1794 году. По другим источникам деревянный костёл возведён в 1853—1857 годах на средства Георга Флондора и Игнацио Барте, капеллана Красной (современного Красноильска). В начале XX века на месте деревянной святыни построен каменный костёл в неоготическом стиле. В 60-е годы XX века храм был закрыт властями, а в 1990 году возвращён верующим.
Слева от костёла Святой Анны расположена Свято-Георгиевская церковь, которая находится в юрисдикции Украинской православной церкви. Построенная в 1829 году на средства Екатерины Гарстэ — жены Николая Флондора, церковь была первым в городе большим храмом.
На улице Федьковича расположено здание бывшей синагоги. Как и в большинстве городков Буковины, в XIX веке евреи играли значительную роль в общественной жизни Сторожинца. В начале века они составляли треть населения города, а в 80-е годы XIX века — почти половину. В конце века мэром города был еврей Исидор Кац, много сделавший для развития города. Свои богослужения евреи проводили в небольших молитвенных домах. Лишь в 1890—1900 годах была построена большая синагога с рядом культовых еврейских сооружений. До начала Первой мировой войны синагога была центром еврейской жизни города. Во время войны синагога использовалась как военный склад российской армии. После войны здание было отремонтировано средствами потомков семьи Оренштайн. После Второй мировой войны в Сторожинце осталось лишь 10 еврейских семей. С тех пор синагога для богослужений не использовалась. В здании бывшей синагоги сегодня размещается спортивная школа.
На улице Богдана Хмельницкого через один квартал после железнодорожного переезда на левой стороне находится двухэтажный молитвенный дом. Это — бывшая евангелистская церковь, которая была построена в 1909—1911 годах по проекту архитектора из Лейпцига Цаулека по заказу немецкой общины Сторожинца.
На улице Александра Матросова в 2001 году был возведён деревянный храм — Свято-Преображенская церковь. Архитектурные приёмы, которые использовались при постройке храма, мало напоминают буковинские традиции строительства деревянных церквей. Есть в Сторожинце и настоящий старый деревянный храм. Он находится на окраине города под названием Майдан, рядом с румынским кладбищем. Свято-Михайловская церковь на Майдане является не только старейшим храмом города, но и старейшей постройкой города, сохранившейся до наших дней. Церковь была построена в 1796—1798 годах в «избовом» буковинском стиле. Позже к нефу была сделана боковая пристройка, а крыша увенчана декоративной башенкой с фонариком. Рядом с церковью расположена двухъярусная деревянная колокольня.

## Известные уроженцы
- Альфред Маргул-Шпербер (1898—1967) — румынский прозаик, поэт, публицист и переводчик. Лауреат Государственной премии Румынской Народной Республики первой степени по литературе (1954).
- Георге Григорович (1871—1950) — румынский политик.